# Petarda
Petarda je pirotehnički „izum“. To je kartonska cev napunjena barutom do pola ili malo više zavisi ko koliko stavlja baruta. Na vrhu petarde nalazi se fitilj koji se zapali pa on varnicama zapali barut i nastane eksplozija. Najviše se petarde prodaju i koriste za Novu godinu i uglavnom praznicima. Postoje petarde raznih veličina i oblika, različite jačine. Petarde su jako opasne i ako se sa njima ne vodi računa mogu se desiti katastrofalne posledice. Proizvode se razorne petarde od kojih ljudi mogu čak i da ogluve. U Srbiji poznata petarda je „Crna Udovica“ i veoma je razorna može se čuti na velikoj udaljenosti. 2013. godine u Srbiji je donesen zakon po kome se petarde mogu prodavati samo u objektima koji imaju dozvolu za to.

## Podela petardi i ostalih pirotehničkih sredstava
Petarde (uključujući и ostala pirotehnička sredstva) se razvrstavaju u tri kategorije:
- Pirotehnička sredstva 1. kategorije – u koja spadaju pirotehnička sredstva za vatromete koja predstavljaju vrlo nizak rizik i zanemariv nivo buke i koja su namenjena za uporabu u ograničenim prostorima, uključujući i pirotehnička sredstva za vatromete namijenjena za uporabu unutar stambenih zgrada.
- Pirotehnička sredstva 2. i 3. kategorije – u koja spadaju pirotehnička sredstva za vatromete koja predstavljaju nizak do srednji rizik i koja su namenjena za uporabu u ograničenim spoljašnjim prostorima, ili na velikim otvorenim prostorima, uz obaveznu primenu svih mere preventivne zaštite.

## Mere prevencije
Kako bi se izbegle ili sveli na minimum  vanredni događaji i moguće povrede pirotehničkim sredstvima neophodno je pridržavati se sledećih preventivnih mera:
- Ne dozvolite deci mlađoj od 5 godina da poseduju i koriste petarde

- Pirotehnička sredstva treba kupovati u ovlašćenim prodavnicama!
- Nemojte pirotehnička sredstva praviti samostalno, u domaćoj radinosti!
- Pirotehnička sredstva treba čuvati zatvorena na tamnom i suvom mestu, van domašaja dece!
- Pre upotrebe uvek pažljivo pročitati način upotrebe i pridržavati se uputstava proizvođača!
- Pirotehnička sredstva koristite samo na otvorenom, na bezbednoj udaljenosti od zapaljivih materijala i drugih ljudi!
- Nikada ne paliti više od jedne petarde u isto vreme!
- Nikada ne pokušavati ponovo paljenje petarde ili vatrometa koji se iz nepoznatih razloga nisu aktivirali!
- Prilikom upotrebe vatrometa pored sebe uvek treba imati posudu sa vodom u slučaju izbijanja eventualnog požara!
- Alkohol, psihoaktivne supstance i pirotehnika ne idu zajedno!
- Kada palite petardu, povucite kosu unazad i ne nosite široku odeću.

## Posledice korišćenja petardi

### Povrede
Povrede nanete petardama spadaju u grupu eksplozivnih povreda nanetih pirotehnička sredstva. Ove povrede iako su često lakše mogu biti i teške, a od njih najčešće stradaju deca u vreme božićnih, novogodišnjih i drugih praznika.
Svake godine pirotehnička sredstva, pre svega različite vrste petardi i vatrometa, uzrok su nastanka povreda kod desetina hiljada ljudi širom sveta, koje često nakon nepravilne upotrebe ostavljaju ozbiljne posledice, sve do smrtnih slučajeva.
U najčešće povrede nanete petardama spadaju:
- Opekline - toplotne i hemijske koje izazivaju hemikalije koje se nalaze u pirotehničkim sredstvima jer se ne mogu ugasiti bez vode. Ako petarda eksplodira u ruci ili neposredno uz telo, može doći do opeklina različitog stepena.
- Gluvoća - nastaje kao posledica detonacije  petardi i sličnih pirotehničkih sredstava koje stvaraju zvuk jačine do 120 decibela. U slučaju ako petarda eksplodira blizu uha ili u zatvorenom prostoru, može prouzrokovati čak oštećenje bubne opne (rupturu) i pad sluha privremeni ili trajni.
- Slepoća -  kao posledica visoka temperatura, iskre i hemikalije koje nastaju zbog sagorijevanja pirotehničkih sredstava u blizini očiju, može doći do oštećenja oka,sve do slepoće.
- Amputacija - šake  i prstiju ako petarda eksplodira tokom držanja u ruci.

### Požar i oštećenje imovine
U momentu eksplozije petarde mogu izazvati paljenje lako zapaljivih materijala, požar što može imati za posledicu oštećenje imovine.

## Spoljašnje veze
Mediji vezani za članak Petarda na Vikimedijinoj ostavi

- www.crackerpacks.com